# 8616 Fogelquist
8616 Fogelquist (1980 FY4) là một tiểu hành tinh vành đai chính được phát hiện ngày 16 tháng 3 năm 1980 bởi C.-I. Lagerkvist ở Đài thiên văn Nam Âu.